# Trás os Montes
Trás os Montes es una localidad caboverdiana del municipio de Tarrafal.

## Geografía
La localidad está situada en la isla de Santiago.

## Organización territorial
La localidad abarca los lugares y barrios de:
- Achada Carreira
- Achada Igreja
- Assomada
- Costa Penha
- Covão de Estrada
- Cutelo
- Fundo Loja
- João Varela
- Pe Branco
- Riba Li
- Tchada Bilim